# Valvalabamina
Valvalabamina es un género de foraminífero bentónico de la familia Alabaminidae, de la superfamilia Chilostomelloidea, del suborden Rotaliina y del orden Rotaliida. Su especie tipo es Rotalina lenticula. Su rango cronoestratigráfico abarca desde el Turoniense (Cretácico superior) hasta el Paleoceno.

## Clasificación
Valvalabamina incluye a la siguiente especie:
- Valvalabamina lenticula